# 武蔵丘車両検修場

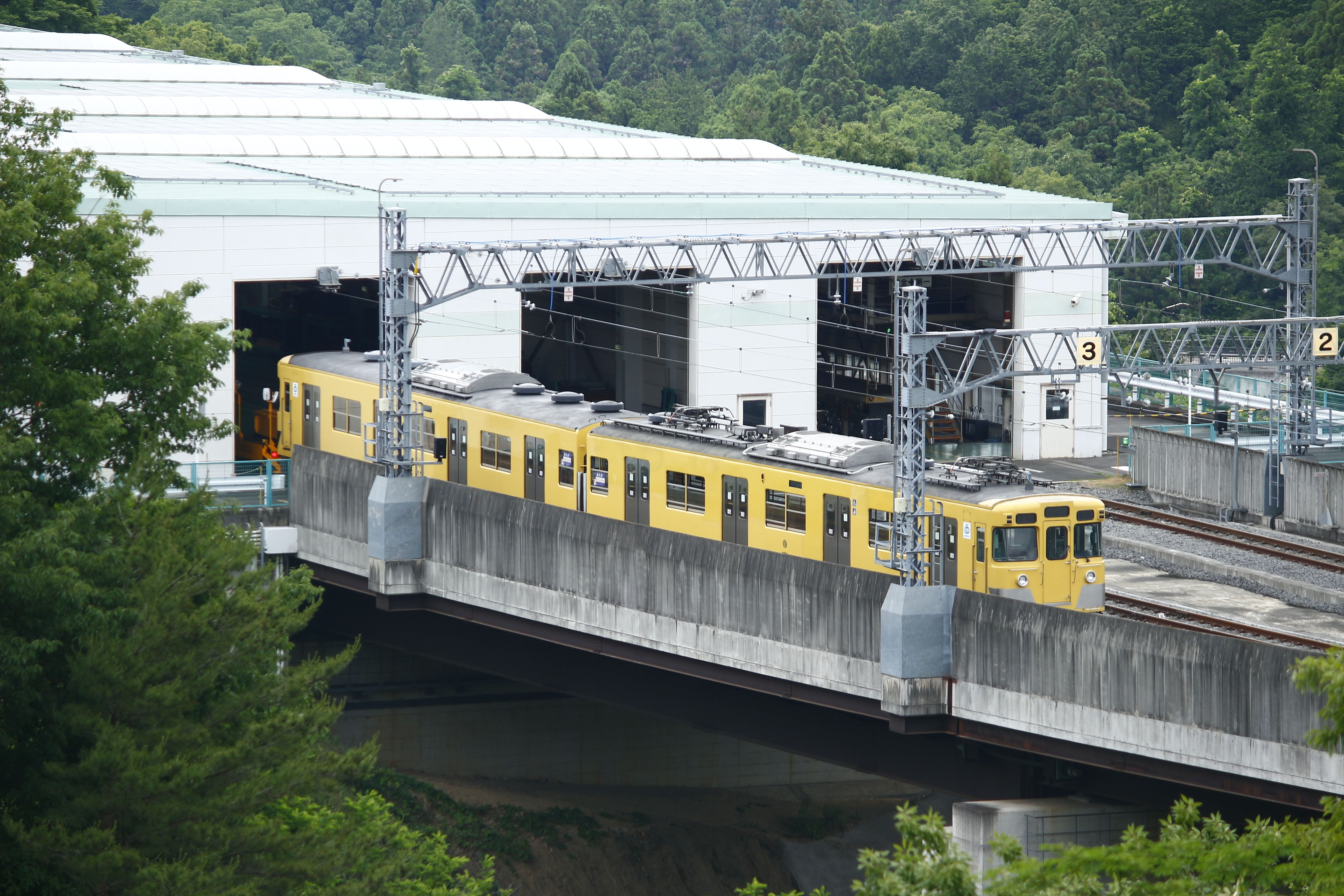
検修場の南側にある車両出入口
右（東）から1番線（検車線）、2番線（出場線）、3番線（入場線）となる。

武蔵丘車両検修場（むさしがおかしゃりょうけんしゅうじょう）は、埼玉県日高市にある西武鉄道の鉄道車両の検査・修繕施設である。

## 概要
池袋線東飯能駅 - 高麗駅間に位置している武蔵丘信号場から分岐する武蔵丘車両基地に併設されている。西武鉄道最大の車両検修施設。
- 所在地 - 埼玉県日高市台
- 敷地面積 - 84,750m2[1]
- 建物面積 - 36,213m2[1]
- 車両整備施設 - 車両の更新や改造工事などを施工可能な設備を有している。
- 整備能力 - 480両/年[1]
- 実施検査 - 重要部検査[注 1]・全般検査
- 定期検査担当車両 - 西武鉄道全車両

以下は当検修場を上から見た場合の概要を示す。
一番大きな建屋が検修棟で、中央を東西方向にトラバーサーが横切っている。トラバーサーより北側は主に台車や車両を検修する設備が、南側には主に車体や座席を検修する設備が配されている。東端は全域に渡り検車線（ピット線/10両分）が設けられている。その他南側においては検車線の隣に出場線、入場線があり、2線では各1両分のリフティングジャッキが設けられている他、検車線と合わせた3線には普通鉄道車両の出入りが可能なシャッターが存在する。
検修棟の西側中央に位置する小さめの建屋が管理棟で、会議室や食堂等が入る。

## 沿革
- 2000年（平成12年）6月16日 - 開設[3]。老朽化し6月15日をもって閉鎖された所沢車両工場より機能を移転。
- 2000年（平成12年）12月22日 - 環境マネジメントシステムに関する国際規格ISO 14000シリーズの「ISO 14001」の認証を取得[4]。
- 2001年（平成13年）3月16日 - 西武車両に業務移管[5]。
- 2002年（平成14年）6月1日 - 「西武・電車フェスタ 〜検修場まつり〜」を開催。以降毎年開催されている。
- 2004年（平成16年）9月 - 品質マネジメントシステムに関する国際規格ISO 9000シリーズの「ISO 9001（2000年版）」の認証を取得。
- 2010年（平成22年）4月 - 西武車両を西武鉄道に合併し、当検修場は鉄道直系の業務組織へ組み込まれる[5]。
- 2014年（平成26年）1月28日 - メガソーラーの発電開始[3]。

### 周辺の配線図
| ← 飯能 方面 | 武蔵丘車両基地・武蔵丘車両検修場 構内配線略図 | → 吾野 方面 |
| 凡例 出典:  |                                               |             |

### 検査工程
入場する車両は入場線の所定位置に停止後、パンタを下げ、アントの牽引により建屋内へ入る。その後編成を解かれ、仮台車への交換（台抜き）を行う。その後は各部品を取り外してそれぞれ専門の部門で別々に検査や修繕が行われ、検修終了時に再び元通りに組み上げられる。なお出場線と検車線は建屋内で繋がっていないため、出場線で台入れを行った車両は検車線に入る際、一度建屋の外に出ることとなる。最後に検車線で総合検査、構内試運転が行われ出場する。車種、両数にもよるが検査期間は概ね半月 - 1か月弱となる。
備考
- 西武鉄道全車両の重要部検査・全般検査は全て当検修場で実施される。
- 通常、重要部検査・全般検査は編成ごとに行われるが、西武鉄道では検査工程の標準化のため、6両以上の編成では一度の入場時に編成を半分に分け、一方を重要部検査、もう一方を全般検査という形で実施している[2]。
  - ただし20000系以降の車両はこの限りではない。理由は下記参照。
- 2012年度より検査体系が見直され、20000系以降の新系列車両においては重要部検査を、車両基地で行う新重要部検査へ変更した[8]。これによりそれらの車両が当検修場へ入場する際には両数に関わらず編成全体で全般検査が実施される[1]。
- 普通鉄道の車両が入場する際は、基本的に常駐先の車両基地[注 3]から回送され、出場後は同じ車両基地へ試運転を兼ねて回送される。なお武蔵丘車両基地に常駐する車両[注 4]に関しては、小手指車両基地まで試運転の後、武蔵丘車両基地へ回送される。
- 本線から分離されている多摩川線の車両は本線側に常駐しているタイミングで当検修場へ入場する[注 5]。
- AGTを採用する山口線の車両が当検修場へ入場する際は、山口車両基地からトラックで輸送される。

- 多客輸送のために本線を走る編成の数が多くなる際には車両の検査日程を前倒しするなどして対応している。

### 改造工事
車両製作の技術を生かし、ワンマン運転対応や新型機器の取付等の改造工事を実施している。また、過去には他社へ譲渡する車両の改造も行っていた。当検修場で施工した主な改造は以下の通り。
自社車両
- 4000系ワンマン運転対応化[1]（2001年 - 2002年）
- 10000系リニューアル[1]（2003年 - 2009年）
- 新101系ワンマン運転対応化[1]（2005年 - 2012年）
- 9000系VVVF制御装置化[1]（2003年 - 2004年）
- 263編成牽引車化[1]（2008年）
- 2000系補助電源SIV化、車体小修繕[1]（2008年 - ）
- 6000系機器更新（2015年 - 2020年）
- 4009編成観光電車化[9]（2015年度）
- 9000系ワンマン運転対応化[10]（2020年 - 2021年）

譲渡車両
- 上信電鉄500形[1]（2004年 - 2005年）
- 秩父鉄道6000系[1]（2005年）
- 流鉄5000形[1]（2009年 - 2013年）
- 三岐鉄道751系[1]（2008年）
- 伊豆箱根鉄道1300系[1]（2008年 - 2009年）

## 一般公開
2002年から毎年1回、一般公開イベントが開催されている（新型コロナウイルス感染症蔓延の影響により中止となった2020年を除く）。南入曽車両基地で開催されていた「南入曽車両基地 電車夏まつり」、横瀬車両基地で秋に開催される「西武トレインフェスティバル」と並ぶ西武鉄道の一般公開イベントの1つである。
2002年と2003年のイベントの名称は「西武・電車フェスタ 〜検修場まつり〜」であったが、2004年以降は「西武・電車フェスタ（西暦） in 武蔵丘車両検修場」となっている。
| 年     | 月日            | 曜日                |  | 年     | 月日    | 曜日     |  | 年     | 月日   | 曜日     |
| ------ | --------------- | ------------------- |  | ------ | ------- | -------- |  | ------ | ------ | -------- |
|        |                 |                     |  | 2010年 | 6月6日  | 第一日曜 |  | 2020年 | 中止   | －       |
|        |                 |                     |  | 2011年 | 6月5日  | 第一日曜 |  | 2021年 | 6月5日 | 第一土曜 |
| 2002年 | 6月1・2日       | 第一日曜と その前日 |  | 2012年 | 6月10日 | 第二日曜 |  | 2022年 | 6月4日 | 第一土曜 |
| 2003年 | 5月31日・6月1日 | 第一日曜と その前日 |  | 2013年 | 6月9日  | 第二日曜 |  | 2023年 | 6月3日 | 第一土曜 |
| 2004年 | 6月5・6日       | 第一日曜と その前日 |  | 2014年 | 6月8日  | 第二日曜 |  | 2024年 | 6月1日 | 第一土曜 |
| 2005年 | 6月4・5日       | 第一日曜と その前日 |  | 2015年 | 6月7日  | 第一日曜 |  | 2025年 | 6月7日 | 第一土曜 |
| 2006年 | 6月4日          | 第一日曜            |  | 2016年 | 6月5日  | 第一日曜 |  |        |        |          |
| 2007年 | 6月10日         | 第二日曜            |  | 2017年 | 6月3日  | 第一土曜 |  |        |        |          |
| 2008年 | 6月8日          | 第二日曜            |  | 2018年 | 6月2日  | 第一土曜 |  |        |        |          |
| 2009年 | 6月7日          | 第一日曜            |  | 2019年 | 6月1日  | 第一土曜 |  |        |        |          |

主なイベント内容は、車両の展示、台車抜き作業の実演、車両の乗務員室乗車体験、パンタグラフや主制御機器の操作体験、鉄道部品や関連グッズの販売など。開催年によって若干異なる。建屋内外に飲食売店も設けられる。
トラバーサーにはイベントステージが設けられ、ライブショーや吹奏楽の演奏、鉄道部品のオークションなどが行われる。毎年多くの鉄道愛好家や家族連れで賑わう。場内で使用される機材のほとんどが検修場の屋内にあるため、雨が降っても一部の屋外イベントを除きほぼ予定通り開催する事ができる。
このほか、2021年と2025年には「52席の至福」によるカフェ営業（事前申し込み制）が行われた。
感染症対策としては、中止となった2020年以降も2021年から2024年の間は入場を完全事前申込制としていたほか、2021・2022年は前述のカフェを除いて会場内での食事を禁止するなどの措置がとられた。

### アクセス

#### 臨時列車
- イベント当日には検修場内直通の臨時列車の他、飯能駅 - 高麗駅間で臨時列車が運転される。なお運賃計算の関係上[注 8]、検修場直通の電車は東飯能駅は通過となる。
- 直通電車は検修場では10両分の長さのある検車線に入り、一部の扉より乗降する。改札口は検修場内に臨時で設けられる。
  - なお、このイベントのために設けられる臨時改札口は、西武秩父線等で使用されているものと同じ簡易ICカード改札機となる。

近年の臨時列車
- 有料・事前申し込み制のツアー列車等が2運行程度と、飯能 - 高麗間の臨時列車のみが運転されている。
  - 2021 - 2023年はツアー列車が2運行（各1往復）運転された。
  - 2024年はツアー運行がなく、代わって事前申し込み制の会場行き直通列車3本が運転された。
  - 2025年はツアー列車1運行（往復）と、「52席の至福」の検修場直通ブランチコース（往路のみ運転、食事内容は通常と異なる）が運転されている。

- 2021・2024・2025年はこれに加えて一部の特急電車が高麗駅に臨時停車した。

2019年までの臨時列車
- 往路
  - 快速急行飯能行きが池袋駅、所沢駅から運転され、飯能から検修場行き会場直通列車となる。なお所沢発は立川真司によるパフォーマンスが行われる。
  - 元町・中華街駅発のFライナー（所定小手指行きを飯能行きへ延長）が、同じく飯能から検修場行き会場直通列車となる。
  - 飯能駅から高麗行きの臨時列車が複数本運転される。

- 復路
  - 検修場発の直通列車として飯能行きが3本運転される。なおそのうち2本は飯能から急行池袋行き定期列車となる。
  - 高麗駅から飯能行きの臨時列車が複数本運転される。

過去の臨時列車
2004年 - 2010年には、特急車両を使用した特別電車「電車フェスタ号」が池袋駅から1往復運転されており、往路は立川真司によるパフォーマンスが行われていた（2011年は震災、電力事情悪化の影響で運転せず、2012年からは来場者の増加に伴い、利便性向上のため通勤形車両に変更となった）。
2012年までは全ての会場直通列車に電車フェスタのヘッドマークが取り付けられていた。
- 第一回となる2002年は、飯能駅発の検修場行きと、検修場発の飯能行きを運転。101系の10両編成が充当された。（往路：飯能→検修場1本　復路：検修場→飯能1本）
- 2003年は、往路の飯能駅発が2本に増加（2本目は準急飯能行きの折り返し）、復路の飯能行きも3本となる。（往路：飯能→検修場2本　復路：検修場→飯能3本）
- 2004年からは、往路のうち1本が西武新宿発の急行とされた。（往路：飯能→検修場1本、新宿→検修場急行1本　復路：検修場→飯能3本）
  - 2005年の日曜日に限り、往路の西武新宿発が池袋発とされた。（往路：飯能→検修場1本、池袋→検修場急行1本　復路：検修場→飯能3本）
  - 2011年に限り、復路の3本は往路とは別の車両が使用された。
  - 2012年に限り、往路に池袋発の快速急行が運転され、復路も3本のうち1本が池袋行き快速急行となった。（往路：飯能→検修場1本、池袋→検修場快急1本　復路：検修場→飯能2本、検修場→池袋快急1本）

- 2013年からは、往路の西武新宿発が廃止、新たに元町・中華街発、所沢発の快速急行が設けられる。前述の通り元町・中華街発は小手指までの定期電車を延長したもの、また所沢発は立川真司によるパフォーマンスが行われる。なお本年に限り、復路に急行池袋行きが運転されている。（往路：飯能→検修場1本、元町・中華街発(小手指)→検修場快急1本、所沢→検修場快急1本　復路：検修場→飯能3本　検修場→池袋急行1本）
- 2014年からは、復路は飯能行き3本に戻った。（往路：飯能→検修場1本、元町・中華街発(小手指)→検修場快急1本、所沢→検修場快急1本　復路：検修場→飯能3本）
  - 2015年に限り、池袋→飯能で開業時の12駅にのみ停車する臨時列車が運転され、飯能駅で始発の検修場行きと接続がとられた。

- 2016年からは、往路の飯能発が廃止され池袋発の快速急行となった他、復路の飯能行き3本のうち最初の2本が飯能からそのまま池袋行き定期列車に充当されている。（往路：池袋→検修場快急1本、元町・中華街発(小手指)→検修場快急1本、所沢→検修場快急1本　復路：検修場→飯能3本）

#### 徒歩
高麗駅から徒歩での来場も案内されており、当日は臨時改札口が設けられる。
- 2014年から2019年までは徒歩で来場した際の特典として入場時にクリアファイルが配布されていた[注 25]。
- 2021年は12:30から14:30の間に高麗駅から帰る際に、会場図[注 26]を提示すると改札口にて「レッドアロークラシックオリジナルマスクケース」がプレゼントされる形とされた。
- 2024年からは12時以降に入場した際の特典としてノベルティがプレゼントされている。

#### バス
西武バスによる飯能駅（2013年までは宮沢湖駐車場）からの無料直通送迎バスも運行される。バスは行先表示機に「西武・電車フェスタ」とされる。
- 2021年にからは、入場券を所有している方のみ乗車可能である旨、またバスを必要とする方を優先し（徒歩での来場を推奨する）旨の案内がなされた。
- 2024年からは、事前予約制（抽選）となっている。

| イベント時の様子 |  | 臨時改札口 |  | 検車線の直通臨時列車 |
| イベント時の様子 |  | 臨時改札口 |  | 検車線の直通臨時列車 |

## ISO活動
- 当検修場の周辺は住宅地や豊富な緑を有する山々に囲まれているため、騒音対策および臭気・粉塵対策を講じ、機器の動力の電力化や作業の効率化を図っている事で環境に優しい工場である事をPRしている。その取り組みの一環として2000年12月22日に環境マネジメントシステムに関する国際規格ISO 14000シリーズの「ISO 14001」の認証を取得している[4]。